# Измиране
В биологията и екологията, под измиране или изчезване (на английски: Extinct, EX) се разбира прекратяване на съществуването на един вид или на група таксони, което води до намаляване на биоразнообразието. За момент на измиране обикновено се приема смъртта на последния индивид от вида, въпреки че способността на популацията за размножаване и възстановяване може да бъде изгубена далеч преди достигане на този момент (т.нар. ефект „гърло на бутилка“). Понеже потенциалният ареал на вида може да бъде доста обширен, определянето на момента на измиране може да е затруднено и обикновено се прави ретроспективно. Тази трудност води понякога до явления като Лазарови таксони, при които един вид, приеман известно време за изчезнал, изведнъж отново „възкръсва“ (което е типично за фосилните находки след определен период на явно отсъствие).
Посредством еволюцията при процеса на видообразуване се появяват нови видове в местата, където се появяват и процъфтяват нови разновидности на организмите при условие, че са способни да намират и използват налична екологична ниша, или измират видове, които вече не са способни да оцеляват при променени условия на средата или не издържат на високата конкуренция. Обикновено видовете се характеризират с това, че просъществуват около 10 милиона години (от появата до измирането си), при все че някои видове, наречени живи фосили, оцеляват практически непроменени в течение на стотици милиони години. Съществуват едва около хиляда съвременни живи фосила.
Преди разселването на човека по Земята, измирането на видове обикновено се случва с постоянен нисък темп. Масовите измирания са били относително редки явления. Преди около 100 хил. години обаче, едновременно с рязкото увеличаване на броя и ареала на разпространение на човека, започва и усилено измиране на видове, за последен път случило се при масовото измиране креда – терциер. Това измиране е известно като холоценско измиране и хронологически е най-малкото шестото поред масово измиране. Някои специалисти преценяват, че до 2100 г. могат да изчезнат половината от днес съществуващите видове. През 2012 скоростта на измирането се намалява от създаване на защитени територии.